# وثائق حقوق الإنسان الدولية
وثائق حقوق الإنسان الدولية هي المعاهدات وغيرها من الوثائق الدولية التي تتعلق بالقانون الدولي لحقوق الإنسان وتُعنى بحماية حقوق الإنسان عمومًا. ويمكن تقسيمها إلى فئتين: الإعلانات التي تقرها هيئات مثل الجمعية العامة للأمم المتحدة والتي لا تكون ملزمة قانونيًا رغم احتمال كونها ملزمة سياسيًا لذا تسمى قانونًا غير ملزم، والاتفاقيات والتي تكون صكوكًا ملزمة قانونيًا أبرمت بموجب القانون الدولي. وبمرور الوقت، يمكن أن تكتسب المعاهدات الدولية بل والإعلانات أيضًا مركز القانون الدولي العرفي.
يمكن تقسيم الوثائق الدولية لحقوق الإنسان أيضًا إلى وثائق عالمية والتي يمكن لأي دولة في العالم أن تكون طرفًا فيها والوثائق الإقليمية والتي تقتصر على الدول الواقعة في إقليم معين من العالم.
تؤسس معظم الاتفاقيات آليات لمراقبة تنفيذها، وفي بعض الحالات، لا تملك هذه الآليات إلا قدرًا قليلًا نسبيًا من السلطة وعادة ما تتجاهلها الدول الأعضاء، ولكنها تتمتع في حالات أخرى بسلطة سياسية وقانونية عظيمة ودائمًا ما تنفذ كل قراراتها تقريبًا. ومن بين الأمثلة على الحالة الأولى، لجان معاهدة الأمم المتحدة، أما المحكمة الأوروبية لحقوق الإنسان فتأتي كأفضل مثال للحالة الثانية.
تتفاوت الآليات في إمكانية وصول الأفراد إليها، فبموجب بعض الاتفاقيات، مثل الاتفاقية الأوروبية لحقوق الإنسان، يُسمح للأفراد أو الدول - وفقًا لشروط معينة - إيصال حالات فردية إلى آليات الإنفاذ، ومع ذلك، يتوقف وصول الأفراد بموجب معظم الاتفاقيات (مثل اتفاقيات الأمم المتحدة) على قبول الدولة الطرف المعينة لهذا الحق من خلال الإعلان عن هذا وقت التصديق أو الانضمام أو من خلال التصديق على البروتوكول البروتوكول الاختياري للاتفاقية أو الانضمام إليه. ويعد هذا جزءًا من التطور الذي شهده القانون الدولي على مدار العقود العديدة الماضية، حيث تحول من هيئة للقوانين تحكم الدول إلى الإقرار بأهمية الأفراد وحقوقهم داخل الإطار القانوني الدولي.
وأحيانًا يشار إلى الإعلان العالمي لحقوق الإنسان والعهد الدولي الخاص بالحقوق المدنية والسياسية والعهد الدولي الخاص بالحقوق الاقتصادية والاجتماعية والثقافية على أنها الشرعة الدولية للحقوق.

## الإعلانات
- إعلان حقوق الطفل 1923
- الإعلان العالمي لحقوق الإنسان (الأمم المتحدة، 1948)
- الإعلان الأمريكي لحقوق الإنسان وواجباته (منظمة الدول الأمريكية، 1948)
- إعلان حقوق المعوقين (الأمم المتحدة، 1975)
- إعلان بشأن الحق في التنمية (الأمم المتحدة، 1986)
- إعلان القاهرة حول حقوق الإنسان في الإسلام (منظمة التعاون الإسلامي، 1990)
- إعلان وبرنامج عمل فيينا (المؤتمر الدولي المعني بحقوق الإنسان، 1993)
- إعلان واجبات الإنسان ومسؤوليته (اليونسكو، 1998)
- الإعلان العالمي المتعلق بالتنوع الثقافي (اليونسكو، 2001)
- إعلان الأمم المتحدة بشأن حقوق الشعوب الأصلية (الأمم المتحدة، 2007)
- إعلان الأمم المتحدة بشأن الميل الجنسي والهوية الجنسانية (الأمم المتحدة، 2008)

## الاتفاقيات

### العالمية
- العهد الدولي الخاص بالحقوق المدنية والسياسية (ICCPR)
- الاتفاقية الدولية لقمع جريمة الفصل العنصري والمعاقبة عليها (ICSPCA)
- العهد الدولي الخاص بالحقوق الاقتصادية والاجتماعية والثقافية (ICESCR)
- الاتفاقية المتعلقة بمركز اللاجئين والبروتوكول الخاص بوضع اللاجئين
- اتفاقية حقوق الطفل (CRC)
- اتفاقية مناهضة التعذيب (CAT)
- الاتفاقية الدولية للقضاء على جميع أشكال التمييز العنصري (ICERD)
- اتفاقية القضاء على جميع أشكال التمييز ضد المرأة (CEDAW)
- الاتفاقية الدولية لحماية حقوق جميع العمال المهاجرين وأفراد أسرهم (MWC)
- اتفاقية منع جريمة الإبادة الجماعية والمعاقبة عليها
- اتفاقية حقوق الأشخاص ذوي الإعاقة (CRPD)
- الاتفاقية الدولية لحماية جميع الأشخاص من الاختفاء القسري
- الاتفاقية المتعلقة بالشعوب الأصلية والقبلية، 1989 (منظمة العمل الدولية 169)

### الإقليمية: أفريقيا
- الميثاق الأفريقي لحقوق الإنسان والشعوب
- الميثاق الأفريقي لحقوق الطفل ورفاهه
- بروتوكول مابوتو

### الإقليمية: أمريكا
- الاتفاقية الأمريكية لحقوق الإنسان
- اتفاقية البلدان الأمريكية لمنع التعذيب والمعاقبة عليه
- اتفاقية البلدان الأمريكية المتعلقة بحالات الاختفاء القسري للأشخاص
- اتفاقية البلدان الأمريكية لمنع العنف ضد المرأة والمعاقبة عليه والقضاء عليه
- اتفاقية البلدان الأمريكية للقضاء على جميع أشكال التمييز ضد المعوقين

### الإقليمية: أوروبا
- ميثاق الاتحاد الأوروبي للحقوق الأساسية
- اتفاقية العمل لمكافحة الاتجار بالبشر
- الميثاق الأوروبي للغات الإقليمية أو لغات الأقليات (ECRML)
- الاتفاقية الأوروبية لحماية حقوق الإنسان (ECHR)
- الاتفاقية الأوروبية لمنع التعذيب والمعاملة أو العقوبة اللاإنسانية أو المهينة (CPT)
- الميثاق الاجتماعي الأوروبي (ESC)، والميثاق الاجتماعي المعدل
- الاتفاقية الإطارية المتعلقة بحماية الأقليات القومية (FCNM)

## وصلات خارجية
- International Human Rights Instruments - U.N. list
- International Justice Resource Center News and resources for international human rights law